# Bitwa pod Kowalewem

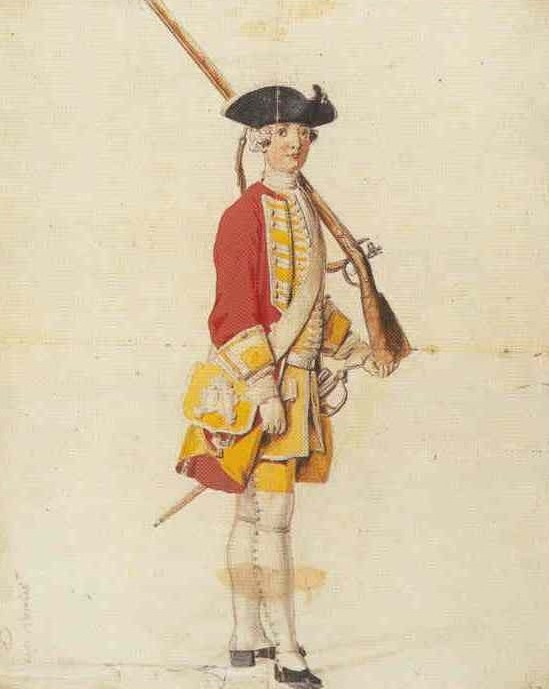
Saski piechur w czasach Augusta II Mocnego

Bitwa pod Kowalewem stoczona 5 października 1716 roku pomiędzy wojskami konfederatów tarnogrodzkich a armią saską króla Augusta II Mocnego. Bitwa rozegrała się na polach między Kowalewem Pomorskim a Pluskowęsami.

## Przyczyny
Do bitwy doszło pomimo zawartego 4 lipca i kilkakrotnie przedłużanego zawieszenie broni między siłami konfederacji tarnogrodzkiej a wojskami królewskimi Augusta II Mocnego składającymi się w większości z oddziałów saskich. Rozejm nie był przestrzegany w Wielkopolsce i na Kujawach, gdzie działań bojowych nie zaprzestało zgrupowanie konfederackie dowodzone przez regimentarza Chryzostoma Jana Niemirę Gniazdowskiego. Już po wejściu w życie zawieszenia broni konfederaci rozpoczęli blokadę Poznania, który następnie zdobyli szturmem nad ranem 24 VII 1716 r. Pod koniec pierwszej dekady sierpnia siły związkowe opuściły Poznań i przeszły pod Nakło, pod którym ochraniały zjazd skonfederowanych województw kaliskiego i poznańskiego. Następnie konfederaci dotarli pod koniec sierpnia pod Bydgoszcz i po zlikwidowaniu załogi saskiej w Fordonie założyli obóz, skąd 4 września 1716 r. zajęli bez walki Toruń opuszczony wcześniej przez garnizon królewski.
Gniazdowski na wieść o nadchodzących wojskach królewskich pozostawił w Toruniu 6 dział i 200 piechoty, a z resztą sił składających się z 5-10 tys. żołnierzy, w tym 800 piechoty i 11 dział, ruszył ku nadchodzącym Sasom. Na wieść o marszu Sasów na pomoc Gniazdowskiemu podążyły dwa oddziały konfederackie z Lubelszczyzny. Jeden z nich – składający się z konfederatów litewskich pod dowództwem Stanisława Potockiego (2000 jazdy) zdołał połączyć się z Gniazdowskim jeszcze przed spotkaniem z wojskami Bosego. Korpus saski gen. Adama Henryka von Bosego został wysłany przez króla w celach aprowizacyjnych i w związku z panującym rozejmem bez zamiaru przeprowadzania działań bojowych. Po opuszczeniu okolic Warszawy korpus Bosego maszerował prawą stroną Wisły, w pewnym oddaleniu od rzeki. Najpóźniej 2 października siły królewskie dotarły do Brodnicy. Na wieść o tym Gniazdowski ruszył z wojskiem w kierunku Brodnicy. Von Bose wyruszył w kierunku Gniazdowskiego. Pod Kowalewem doszło też do połączenia dywizji Gniazdowskiego i Potockiego, co natychmiast wywołało spór o generalną komendę nad połączonym wojskiem konfederackim.

## Siły królewskie
- dwa saskie regimenty piechoty: Wackerbartha i Friesego
- dwa koronne regimenty piechoty: królowej i królewicza szefostwa wojewody chełmińskiego Jakuba Zygmunta Rybińskiego
- dwa saskie regimenty kirasjerów: królewicza (Königliche Prinz) i księcia Aleksandra (Prinz Alexander)
- cztery saskie regimenty dragonii: (Ansbach-Flemming, Bayreuth, Schmettaua i Bielckego)
- dwa koronne regimenty dragonii: królewicza i hetmana polnego koronnego
- przynajmniej jedna chorągiew tatarska

## Szyk wojsk

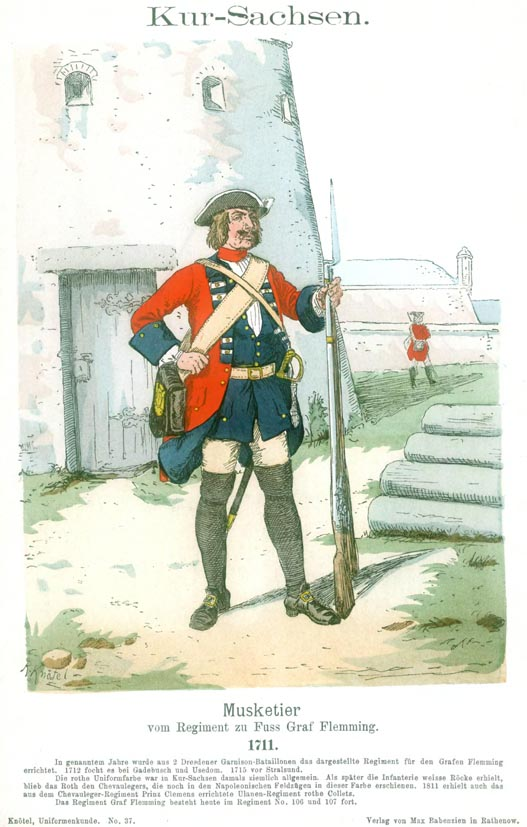
Muszkieter saski około roku 1711

Rano 5 października wojska królewskie przeszły przez las i zajęły pozycje bojowe na jego skraju przed wsią Pluskowęsy, a następnie rozpoczęły w szyku liniowym marsz naprzód. W centrum, po obu stronach traktu prowadzącego z Pluskowęsów do Kowalewa, konfederaci ustawili całą liczącą 800 ludzi piechotę i sześć armat polowych. Prawe skrzydło zajęła kawaleria koronna dowodzona osobiście przez Gniazdowskiego i została ustawiona w dwie linie, rozciągnięta na dystansie ponad 1 km. Lewe skrzydło zajęła uszykowana w dwie linie kawaleria litewska Potockiego. Za nią, prostopadle do głównej linii, ustawiony był pododdział kawaleryjski, który dodatkowo zabezpieczał skrzydło litewskie. Za oboma skrzydłami znajdowały się obozy wojska koronnego i litewskiego oraz wzgórze zamkowe w Kowalewie.

## Bitwa
Bitwę rozpoczął ostrzał artyleryjski przerwany przez parlamentariusza von Bosego proszący o przepuszczenie sił królewskich w drodze do Prus Królewskich. Parlamentariusz użył argumentów o obowiązującym rozejmie i rozpoczętym w Warszawie kongresie pokojowym. Według Otwinowskiego Gniazdowski był skłonny na to przystać, ale zaprotestowali Litwini i ich przednia straż dowodzona przez niejakiego Żabkę podjęła atak. W tej sytuacji Bose nakazał podjąć marsz naprzód, co doprowadziło do wznowienia ostrzału artyleryjskiego. Właściwy bój rozpoczęła około południa szarża konfederackich chorągwi koronnych (prawego skrzydła) na lewe skrzydło królewskie. Uczestniczyło w niej kilkadziesiąt chorągwi, w tym husarskie, ale ich atak załamał się pod ostrzałem z dział i karabinów prowadzonym przez dragonię i piechotę królewską (regiment saski Friesego i regiment koronny królewicza). Uczestniczące w szarży chorągwie jazdy zaczęły pod ostrzałem uciekać w popłochu, a Gniazdowski nie był w stanie ich powstrzymać. Doprowadziło to do rozpadu prawego skrzydła konfederackiego, z czego skorzystali Sasi, przechodząc do ataku, przy czym dragonia posuwała się naprzód powoli, wspólnie z piechotą. Usytuowana w centrum piechota konfederacka dowodzona przez pułkownika Jakuba Steinflichta wytrzymała jedynie cztery salwy artyleryjskie i karabinowe oddane z bliskiej odległości, a gdy na jej pozycje natarły oddziały królewskie to pozbawiona wsparcia kawalerii koronnej cała piechota konfederacka od razu się poddała. Najdłużej na polu bitwy pozostawały chorągwie jazdy litewskiej, które stawiły zaciekły opór, ale w zagrożeniu otoczeniem po czterogodzinnej walce zaczęły się wycofywać.

## Konsekwencje i podpisanie Traktatu warszawskiego
Po panicznej ucieczce z pola bitwy i faktycznym rozpadzie wojska konfederackiego zdaniem Bosego przy Potockim pozostało 1500 żołnierzy, a przy Gniazdowskim początkowo 200, a gdy zebrał rozproszone oddziały – najwyżej 500 ludzi. Śladem uciekających konfederatów podążyła awangarda sił królewskich, która wkroczyła do Torunia jeszcze tego samego dnia. Sam Gniazdowski był później przez konfederatów oskarżany o zdradę. Wojska królewskie dzięki zwycięstwu  odzyskały kontrolę nad Kujawami i Pomorzem. Skutkiem politycznym był wzrost prestiżu Augusta II, co było ważnym atutem w obliczu rozpoczynających się rokowań pokojowych z konfederatami. Król mógł też odwoływać się do szlachty zachowującej dotąd postawę neutralną wobec toczącego się konfliktu z konfederatami, aby nie przyłączała się do konfederatów. W połączeniu z rozpoczętą rosyjską interwencją zbrojną  –  marszem korpusu generała Carla-Ewalda von Rönnego (Rennego) od strony Dniepru w stronę Wisły – doprowadziło do zawarcia już 10 października rozejmu definitywnie kończącego działania zbrojne. Było to preludium do zawarcia 3 listopada 1716 r. kompromisowego Traktatu warszawskiego między pełnomocnikami króla i konfederatami. Wiktoryn Kuczyński skomentował to: „JMP  marszałek  konfederacki z komisarzami w Węgrowie stanął i tam traktat skończony, gdyż nienawistny los kazał, a potencja Moskwy za wejściem do Polski przymusiła”.